# 衣浦臨海鉄道
衣浦臨海鉄道株式会社（きぬうらりんかいてつどう）は、愛知県半田市を中心に貨物輸送を行う鉄道事業者。第三セクター方式で設立された第三セクター鉄道の一つである。本社は愛知県半田市十一号地19番地の2。
1960年代の高度成長時代に衣浦湾が工業地帯として開発されることになり、旧国鉄と愛知県、半田市、碧南市、高浜市、川崎製鉄（現JFEスチール）の出資により1971年（昭和46年）設立、1975年（昭和50年）に開業。
本来は衣浦湾沿岸の工場への原材料、製品輸送のほか、地元で古来生産されている製品を輸送することが目的だったが、思ったように輸送量が伸びず、社会情勢の変化の影響で肥料、穀物、地元特有の産業である三州瓦の車扱輸送が打ち切られ、早くも廃止が噂されていた。しかし、碧南市に石炭を燃料とする火力発電所（JERA碧南火力発電所）が開設されたことにより、現在は同発電所の副生成物でセメントや建築材料の原料として使われる石炭灰（フライアッシュ）、発電所の脱硫用資材として到着する炭酸カルシウム等を中心とした輸送を行っている。また、沿線工業地帯の原材料・製品輸送についてもコンテナ化を図って継続している。

## 歴史
- 1971年（昭和46年）4月8日 : 会社設立。
- 1975年（昭和50年）11月15日 : 半田線開業[3]。
- 1977年（昭和52年）5月25日 : 碧南線開業[4]。
- 2004年（平成16年）12月1日 : 子会社の衣浦臨海通運を吸収合併。
- 2006年（平成18年）4月1日 : 碧南線の碧南市 - 権現崎間廃止。

## 路線
- 半田線
- 碧南線

## 輸送・収支実績
| 年度 | 貨物輸送数量（トン） | 鉄道業営業収入（千円） | 鉄道業営業費（千円） |
| ---- | -------------------- | ---------------------- | -------------------- |
| 1979 | 381,495              | 358,954                | 440,825              |
| 1980 |                      |                        |                      |
| 1981 |                      |                        |                      |
| 1982 | 328,661              | 355,505                | 378,917              |
| 1983 |                      |                        |                      |
| 1984 | 213,523              | 234,477                | 363,805              |
| 1985 | 178,094              | 199,909                | 334,736              |
| 1986 | 77,836               | 165,673                | 308,200              |
| 1987 | 121,403              | 145,750                | 281,964              |
| 1988 | 126,039              | 162,023                | 273,955              |
| 1989 | 129,007              | 168,686                | 280,126              |
| 1990 | 147,351              | 179,966                | 312,232              |
| 1991 | 255,314              | 256,877                | 313,777              |
| 1992 | 299,662              | 278,823                | 330,618              |
| 1993 | 348,057              | 333,727                | 357,193              |
| 1994 | 362,348              | 350,724                | 372,697              |
| 1995 | 366,369              | 346,880                | 373,321              |
| 1996 | 349,917              | 327,402                | 352,872              |
| 1997 | 362,337              | 354,808                | 366,715              |
| 1998 | 320,859              | 339,283                | 359,069              |
| 1999 | 314,029              | 323,929                | 351,162              |
| 2000 | 288,069              | 292,542                | 337,202              |
| 2001 | 334,399              | 331,641                | 322,082              |
| 2002 | 358,868              | 350,554                | 345,359              |
| 2003 | 337,982              | 334,603                | 333,417              |
| 2004 | 347,322              | 345,327                | 355,963              |

- 民鉄主要統計『年鑑世界の鉄道』1983年『年鑑日本の鉄道』1985年、1987年-2007年

## 車両

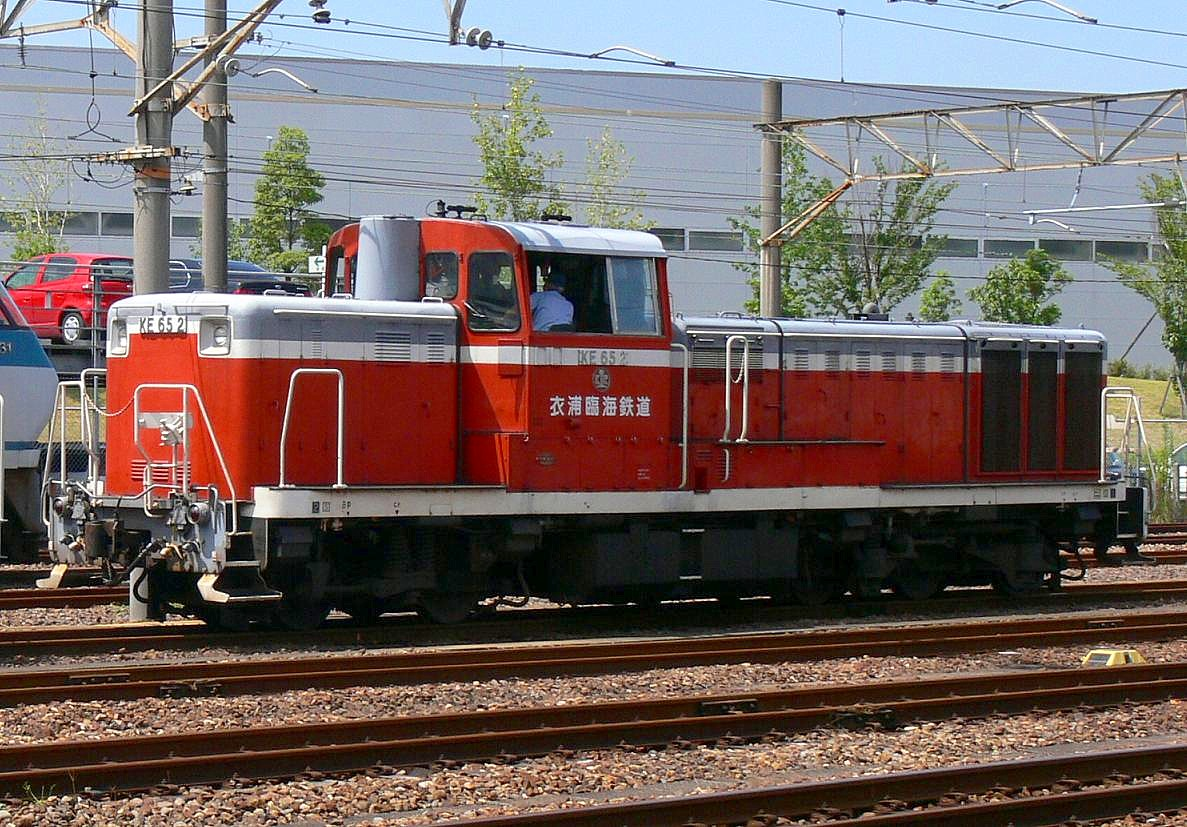
KE65形2号機

2012年4月1日現在、衣浦臨海鉄道にはKE65形ディーゼル機関車4両が在籍している。また、廃止された形式にDD35形ディーゼル機関車がある。
KE65形ディーゼル機関車 (KE65 1 - 3, 5)
1975年の開業時から使用されている機関車である。日本国有鉄道（国鉄）のDE10形タイプの機関車で、1975年と1977年に計4両新造された。その後、樽見鉄道の開業に伴って2両を同社に売却するが、1990年（平成2年）に別の2両を購入して4両に戻っている。詳細は当該項を参照。
DD35形ディーゼル機関車 (DD35 1)
1960年（昭和35年）に新潟鐵工所で製造された自重35トンのディーゼル機関車である。元は常磐共同火力の所属で、1973年（昭和48年）8月に仙台臨海鉄道のDD35形となるが、1984年（昭和59年）3月に用途廃止となり衣浦臨海鉄道に譲渡された。衣浦臨海鉄道では1985年（昭和60年）5月に竣工するが、1987年（昭和62年）7月に休車となり、1991年（平成3年）2月に解体された。出力180PSのエンジンを2基搭載。半田線半田埠頭駅での入換作業で使用されていた。
KD58形ディーゼル機関車 (KD58 1)
2024年に導入したJR貨物DD200形と同形のディーゼル機関車。川崎車両製で、同年11月に衣浦臨海鉄道宛にKD58 1が甲種輸送され、12月7日・8日の名鉄ハイキングで参加者に公開された。2025年3月15日に運用が開始された。